# Phil Carmen
Herbert Hofmann, más conocido por su nombre artístico Phil Carmen, (n. Montreal, Canadá, 14 de febrero de 1953) es un cantante suizo de origen canadiense.

## Carrera
Nacido en Canadá, Carmen se crio en Fráncfort del Meno, Alemania y más tarde en Lucerna, Suiza, donde inicialmente fue a un Conservatorio, aunque luego estudió otra carrera. En 1975 se inició en la música, formando el dúo de música country Carmen & Thompson con el bajista Mike Thompson. 
Después de siete años, Carmen comenzó su carrera solista grabando dos álbumes de poco éxito hasta 1985, cuando Walkin' the Dog, que alcanzó el puesto número 3 en Suiza. El sencillo "On My Way to LA" fue su más grande éxito, que trepó al puesto #18 en Alemania y el #9 en Suiza en el verano europeo de 1985. En 1986 lanzó un nuevo álbum, Wise Monkeys, que alcanzó el puesto número 1 en los rankings suizos. El sencillo "Moonshine Still", contenido en ese disco alcanzó el puesto #10. Su último álbum solista exitoso fue City Walls (1987), que alcanzó el puesto #10 en Suiza. 
En 1986 fundó la banda de música country Clover Leaf. En 1996 lanzó su último álbum de estudio, una recopilación de versiones suyas de canciones de Bob Dylan.

## Discografía

### Como solista

#### Álbumes
- 1982 Phrases, Patterns an' Shades
- 1982 Backfire
- 1985 Walkin' the Dog
- 1986 Wise Monkeys
- 1987 City Walls
- 1987 Live in Montreux
- 1988 Changes
- 1991 Drive
- 1992 The Best of 10 Years 1982-1992, Cool & Collected
- 1993 No Strings Attached
- 1993 Skyline
- 1993 Great Hits (Live)
- 1994 Back From L.A. Live
- 1995 No sweat
- 1996 Bob Dylan's Dream
- 1999 Back from L.A. Live

#### Sencillos
- 1983 Lovin' you
- 1985 On My Way to LA
- 1986 Borderline Down
- 1986 Moonshine Still
- 19?? One Foot in Heaven
- ???? God's Creation
- 1987 Workaholic Slave
- 1991 Borderline Down
- 1995 No Sweat

### Clover Leaf
- 1986 Clover Elixier
- 1992 Born a Rider